# Lawn Tennis de la Exposición (fútbol)
El Club Lawn Tennis de la Exposición fue fundado el 27 de junio de 1884, en el Distrito de Jesús María, Departamento de Lima, Perú. Es uno de los clubes más antiguos de Lima. Lawn Tennis de la Exposición tuvo una participación durante los comienzos del fútbol peruano antes de 1912. Para el año 2023, regresa como Club Arsenal-Lawn Tennis de la Exposición.

## Historia
En sus inicios, Lawn Tennis jugaba partidos amistosos con otros equipos contemporáneos de la capital. Años después, participa se afilia a la Liga Peruana de Fútbol. La Liga Peruana se organizó e inició en 1912. Sin embargo, Lawn Tennis se afilia en los años 20, en la División Intermedia (Segunda División). Luego para la Segunda División del Perú de 1927, donde fue promovido a la Primera División del Perú de 1928. En 1928 pierde la categoría y retorna a la  Segunda División del Perú de 1929. En 1929 el Lawn Tennis de la Exposición fue campeón de la Segunda División del Perú (llamada en ese entonces Primera B), logrando subir a la Primera División del Perú 1930.  
Antes del inicio del campeonato de 1930, el club realizó un partido amistoso con la selección de Huacho. El encuentro se llevó a cabo en el estadio nacional, termimando 1-1. En el 1931 pierde la categoría (se manejaba por promedios de puntaje) desciende a la División Intermedia de 1932. Y desde entonces no regresó a la Primera División del Perú.
Se dedicó a otras disciplinas deportivas y en la formación de fútbol de menores y juveniles. Sin embargo, para la década de los 80's, la institución crea un segundo equipo de fútbol, con autonomía propia llamado Lawn Tennis Fútbol Club. 

## Actualidad
El club se dedica a la formación de canteras de jugadores de fútbol. A su vez, participando en torneos de categorías inferiores con otros equipos limeños y también en otras regiones del Perú. Utilizando una indumentaria muy similar al del Mariscal Sucre, durante 1928 hacia adelante.
Para el presente año 2023, el club vuelve a la competitividad futbolística. El Lawn Tennis de la Exposición, forma un equipo dedicado a la participación de los Torneos Interclubes de Fútbol 11, 2023. Mientras formó una alianza con el Club Arsenal FBC de Jesús María, para fundar el Club Arsenal-Lawn Tennis.

### Club Arsenal-Lawn Tennis
El nuevo cuadro viene participando en la Liga Distrital de Jesús María edición 2023, serie A. En la primera fecha del campeonato, goleó por 10-0 al equipo Garra Crema. Se perfila en uno de los candidatos al título de la liga y la clasificación a las interligas. En la segunda fecha. el club golea por 3-1 al Atlético Minero F.C.. Luego gana por 3-0 al Deportivo Zela, en la tercera fecha. En la cuarta fecha del campeonato, Arsenal-Lawn Tennis vence 6-2 a Líderes FBC y se mantiene a la cabeza de la serie A. El club campeona la Serie A y en la final de la liga distrital derrota 3-0 al Galaxie 901. Arsenal-Lawn Tennis campeona la liga distrital y clasifica a las interligas en el Grupo 25 de la primera fase. Ya estando en la primera fase, el club ocupó el primer puesto del Grupo 25  y luego de consolidar el liderato al derrotar al club Santa Rosa El Ángel. Ya en la segunda fase derrota en penales 4-1 al Juventud Durand y clasifica a la tercera fase. Finalmente, en la tercera fase, pierde por 1-2 contra la Estrella Roja Barranco. 
En la temporada 2024, el club volvió a ser campeón de la liga distrital. Luego, en la etapa semifinal de las Interligas, Arsenal-Lawn Tennis vence por 3-2 al Cultural 13 de Enero y accede a la final del torneo. El club, se consagró campeón de las Interligas, al ganar 1-0 al Pacífico FC SMP. El club clasifica para la etapa departamental de Lima. En los cuartos de final, en el partido de ida, el club pierde por 2-4 contra por Juventud Huracán. En el partido de vuelta, a pesar de ganar por 2-1, no fue suficiente para clasificar a la siguiente fase.

## Entrenadores
- Raúl Blanco (1928)

## Uniforme Actual
- Uniforme titular: Camiseta roja con mangas blancas, pantalón blanco borde inferior rojo, medias rojas.
- Uniforme secundario: Camiseta verde con mangas negras, pantalón negro, medias negras.
- Uniforme terciario: Camiseta roja con mangas blancas, pantalón blanco borde inferior rojo, medias blancas.

#### Titular 2023 al presente
| 2023-1 | 2023-2 |  |

#### Alterno 2023 al presente
| 2023-1 | 2023-2 |  |

## Emblema
El emblema tradicional del Lawn Tennis es el siguiente: Es un escudo dividido en X, en cuatro partes. Cada parte contiene una letra: C,L,T y E. Corresponde a la abreviatura del nombre de la institución. Inicialmente La X y las letras del escudo eran de color azul, pero con el tiempo pasó a color celeste. 
- Emblema Primario.
- Emblema Final.

## Nota
- En la camiseta comparten los emblemas del club Arsenal FBC de Jesús María y el emblema tradicional Lawn Tennis de la Exposición.
- A pesar de la asociación y el nacimiento del Arsenal-Lawn Tennis, pero en la liga de Jesús María aún utiliza el nombre de Arsenal FBC.
- Con los años, los emblemas e indumentarias del Lawn Tennis de la Exposición y Lawn Tennis Fútbol Club fueron totalmente diferentes.
- Las divisiones de menores del Lawn Tennis de la Exposición, mantienen en uso el diseño tradicional del uniforme club.
- El uniforme del club por lo general está en concordancia al escudo de la institución.

## Palmarés

### Torneos nacionales
- División Intermedia (1): 1929.
- Primera Distrital de Jesús María (2): 2023 y 2024
- Interligas de Lima (1): 2024

## Evolución Indumentaria

### Uniforme
- Uniforme titular: Camiseta blanca con aspa celeste, pantalón negro, medias blancas.
- Uniforme secundario: Camiseta blanca con aspa celeste, pantalón blanco, medias blancas.
- Uniforme terciario: Camiseta blanca con aspa celeste, pantalón negro, medias celestes.

### Equipo Principal

#### Uniforme Titular 1884 - 1935
| Titular 1 | Titular 2 | Titular 3 | Titular 4 | Titular 5 | Titular 6 | Titular 7 |  |

#### Uniforme Alterno
| Alterno 1 | Alterno 2 | Alterno 3 | Alterno 4 | Alterno 5 | Alterno 6 | Alterno 7 |  |

### División de Menores

#### Uniforme 1999 - 2019
| Titular 1 | Titular 2 | Titular 3 | Titular 4 | Titular 5 | Titular 6 | Titular 7 | Titular 8 |  |

#### Uniforme 2023 - presente
| Titular 1 | Titular 2 | Alterno 1 | Alterno 2 |  |

## Nota de equipos no relacionados
- El Club Deportivo Lawn Tennis es un equipo de fútbol Chosica, fundado el 9 de agosto de 1937. A pesar del nombre, no guarda relación con el Lawn Tennis de la Exposición. Tanto el uniforme y el emblema son totalmente diferentes al equipo histórico.

## Enlaces
- Cuartos de final: Departamental de Lima ida 2024
- Cuartos de final: Departamental de Lima vuelta 2024
- Final, Interligas de Lima 2024
- Facebook Lawn Tennis de la Exposición
- Facebook Club Arsenal-Lawn Tennis
- Galería N°1 Lawn Tennis/Arsenal-Lawn Tennis
- Equipo Distrital 2023
- Lista de seleccionados a Interclubes Categoría M40
- Indumentaria Principal 2023
- Indumentaria Alterna 2023
- Difusión del Balompié Peruano
- Histórico Lawn Tennis
- Clubes de Lima
- Sistema Campeonato 1930
- Lawn Tennis Juveniles 2004
- Equipos con raíces Inmigrantes
- Video: Final Liga Distrital de Jesús María 2023